# Cigedog
Cigedog is een bestuurslaag in het regentschap Brebes van de provincie Midden-Java, Indonesië. Cigedog telt 5740 inwoners (volkstelling 2010).